# اوه روح من
اوه روح من (کره‌ای: 오 나의 귀신님; لاتین‌نویسی اصلاح‌شده: O Naui Gwisinnim) یک مجموعهٔ تلویزیونی کره جنوبی کره جنوبی سال ۲۰۱۵ با بازی پارک بو یونگ، جو جونگ سوک، لیم جو-هوان و کیم سول-گی است. این مجموعه از ۳ ژوئیه تا ۲۲ اوت ۲۰۱۵، جمعه و شنبه‌ها ساعت ۲۰:۳۰ (کی‌اس‌تی) از تی‌وی‌ان برای ۱۶ قسمت پخش شد.

## بازیگران
- پارک بو یونگ در نقش نا بونگ-سون[۸][۹][۱۰]
- جو جونگ سوک در نقش کانگ سون-وو
- لیم جو-هوان در نقش چوی سونگ-جه
- کیم سول-گی در نقش شین سون-ئه
- پارک جونگ-آه در نقش لی سو-هیونگ
- شین هه سون در نقش کانگ اون-هی
- کانگ کی یونگ در نقش هو مین-سو
- چوی مین-چول در نقش جو دونگ-چول
- کواک شی-یانگ در نقش سو جون[۱۱]
- اوه ای-شیک در نقش چوی جی-وونگ
- شین اون-کیونگ در نقش جو هه-یونگ
- لی ده-یون در نقش شین میونگ-هو
- لی هاک-جو در نقش شین کیونگ-مو
- لی جونگ-اون در نقش شمن در سوبینگ‌گو-دونگ
- کیم سونگ-بوم در نقش هان جبن-گو
- چوی وونگ در نقش جو چانگ-گیو / یون چانگ-سوب
- لی جو-شیل در نقش مادر بزرگ نا بونگ-سون